# Jan Breytenbach
Jan Dirk Breytenbach (14 de julho de 1932 – George, 16 de junho de 2024) foi um oficial militar das Forças Especiais da África do Sul e autor de livros militares. Ele é mais conhecido como o primeiro comandante do 1.º Comando de Reconhecimento, a primeira unidade de forças especiais da África do Sul. Na sua longa carreira, serviu na Crise de Suez, na Guerra de Biafra, na Guerra sul-africana na fronteira e na Guerra Civil Angolana, e alcançou o posto de coronel antes de se aposentar.
Jan Breytenbach era considerado um gigante da comunidade de forças especiais da África do Sul e sempre acreditou que se tivesse tomado Luanda, “a [África do Sul] teriam se tornado a potência inatacável na África Austral”. Era irmão do poeta esquerdista Breyten Breytenbach.

## Carreira militar
Breytenbach frequentou o Ginásio do Exército em 1950, foi premiado com a Espada da Paz em 1953 e ingressou na Frota Aérea da Marinha Real depois de servir no Corpo Blindado e prestou serviço na Crise de Suez em 1956. Ele voltou à Força de Defesa da África do Sul em 1961 e logo depois completou um dos cursos do 1º Batalhão Pára-quedista. Fritz Loots o encarregou de organizar o 1º Comando de Reconhecimento em 1971.
Em 1975, Breytenbach liderou a Operação Savana, a intervenção secreta da SADF na Guerra Civil Angolana. Os remanescentes deste grupo tornaram-se o 32º Batalhão de elite, ou "Batalhão Búfalo".
Ele frequentou a Escola Superior de Estado-Maior em 1977 e foi promovido a coronel. Em 1978, liderou o assalto aerotransportado da SADF a Cassinga, e continuou a contestar versões opostas do acontecimento na imprensa.
Ele se tornou oficial sênior de operações no Comando do Transvaal do Norte e comandou a 44.ª Brigada Paraquedista de 24 de setembro de 1980 a 31 de dezembro de 1982. Fundou a escola de Guerrilha da SADF, a qual comandou até se aposentar.
Breytenbach aposentou-se do serviço militar em 1987, e escreveu vários livros militares e de conservação da natureza.

## Família
Jan Breytenbach foi casado com Rosalind, com quem teve Angela, a qual lhe deu os netos Christopher e Matthew. Ele era irmão do poeta e escritor sul-africano Breyten Breytenbach e da correspondente de guerra e fotógrafa Cloete Breytenbach. Durante a década de 1980, Breyten e Jan Breytenbach mantiveram pontos de vista políticos fortemente opostos, com o seu irmão a optar por uma abordagem esquerdista.

## Morte
Breytenbach morreu em 16 de junho de 2024, aos 91 anos, na companhia de sua família no Mediclinic George Hospital.

## Livros publicados
- Breytenbach, Jan (2014) [1986]. Forged in Battle (em inglês) 2ª ed. Pretória: Protea Book House. 207 páginas. ISBN 978-1485300441. OCLC 881319774
- Breytenbach, Jan (1990). They live by the sword (em inglês) 1ª ed. Alborton, República da África do Sul: Lemur. 272 páginas. ISBN 978-0620148702. OCLC 25051522
- Breytenbach, Jan (2015) [1997]. Eden's Exiles: One Soldier's Fight for Paradise (em inglês). Pretória: Queillerie. 306 páginas. ISBN 978-1485302599. OCLC 921240828
- Breytenbach, Jan (2001). The Plunderers (em inglês). Joanesburgo: Covos Day. 322 páginas. ISBN 978-1919874012. OCLC 50198372
- Breytenbach, Jan (2002). The Buffalo Soldiers: The Story of South Africa's 32-Battalion, 1975-1993 (em inglês). Alberton, África do Sul: Galago. 360 páginas. ISBN 978-1919854076. OCLC 52054539
- Breytenbach, Jan (2014) [2008]. Eagle Strike! The Story of the Controversial Airborne Assault on Cassinga 1978 2ª ed. Amherst, Warwick: Helion & Company. 656 páginas. ISBN 978-1909982307. OCLC 859384502